# ビルボード・ミュージック・アワード
ビルボード・ミュージック・アワード（Billboard Music Awards）は、アメリカの音楽賞の1つ。
毎年ビルボード誌の提供で開催される。この賞は、1990年に創設され、アメリカン・ミュージック・アワードと同じように、人気を重んじて受賞者の選定が行われる。そのためのデータになるのが、ビルボードの年間チャートやニールセン社の売上、ダウンロード、放送回数に関する調査データである。それぞれのジャンルの音楽に、トップアルバム賞、トップアーティスト賞、トップシングル賞が設けられている。
また1992年には、ビルボード・センチュリー・アワードが設けられ、音楽界に多大なる貢献をしてきた往年の名アーティストたちにも賞が贈呈されている。賞の創設以来、FOXが授賞式を放映してきていた。その後5年間中断をはさみ2011年5月22日にABCで復活開催が決定した。2018年からはNBCで全米同時生中継される予定で、複数年の放映権を持つ。最多受賞はマイケル・ジャクソンである。

## 選考方法
グラミー賞のようにアカデミー会員による得票によって決まるアワードとは異なり、ビルボード・ミュージック・アワードの選考は、アルバムとデジタル楽曲の売上、ストリーミング、ラジオの放送、ツアー、ソーシャル・エンゲージメントに基づいて決められる。これらの測定値は、ニールセン・ミュージックやネクスト・ビッグ・サウンドなど、ビルボードとそのデータパートナーによって年間を通じて集計されている。

## 各年の授賞式・受賞者
| 回                      | 年   | トップ・アーティスト           | ビルボード200                                                 | Hot100                                                                       | 放送局 | 司会者                                                       | 会場                                 |
| ----------------------- | ---- | ------------------------------ | ------------------------------------------------------------- | ---------------------------------------------------------------------------- | ------ | ------------------------------------------------------------ | ------------------------------------ |
| 1                       | 1989 | ジョージ・マイケル             | Bad マイケル・ジャクソン                                      | Miss You Much ジャネット・ジャクソン                                         | FOX    | ポール・シェイファー                                         | バーカーハンガー                     |
| 2                       | 1990 | M.C.ハマー                     | Janet Jackson's Rhythm Nation 1814 ジャネット・ジャクソン     | Rhythm Nation ジャネット・ジャクソン                                         | FOX    | ポール・シェイファー モリス・デイ ジェローム・ベントン       | バーカーハンガー                     |
| 3                       | 1991 | マライア・キャリー             | I'm Your Baby Tonight ホイットニー・ヒューストン              | (Everything I Do) I Do It for You ブライアン・アダムス                       | FOX    | ポール・シェイファー                                         | バーカーハンガー                     |
| 4                       | 1992 | ガース・ブルックス             | Ropin' the Wind ガース・ブルックス                            | End of the Road ボーイズIIメン                                               | FOX    | フィル・コリンズ                                             | ユニバーサル・アンフィシアター       |
| 5                       | 1993 | ホイットニー・ヒューストン     | The Bodyguard: Original Soundtrack Album V.A.                 | I Will Always Love You ホイットニー・ヒューストン                            | FOX    | フィル・コリンズ                                             | ユニバーサル・アンフィシアター       |
| 6                       | 1994 | エイス・オブ・ベイス           | The Sign エイス・オブ・ベイス                                 | The Sign エイス・オブ・ベイス                                                | FOX    | デニス・ミラー ヘザー・ロックリア                            | ユニバーサル・アンフィシアター       |
| 7                       | 1995 | TLC                            | Cracked Rear View フーティー・アンド・ザ・ブロウフィッシュ    | Gangsta's Paradise クーリオ featuring L.V.                                   | FOX    | ジョン・スチュワート                                         | ニューヨーク・コロシアム             |
| 8                       | 1996 | アラニス・モリセット           | Jagged Little Pill アラニス・モリセット                       | Macarena ロス・デル・リオ                                                    | FOX    | クリス・ロック                                               | ハードロック・ホテル・アンド・カジノ |
| 9                       | 1997 | リアン・ライムス               | Spice スパイス・ガールズ                                      | Candle in the Wind 1997 エルトン・ジョン                                     | FOX    | デヴィッド・スペード                                         | MGMグランド・ガーデン・アリーナ      |
| 10                      | 1998 | アッシャー                     | Titanic: Music from the Motion Picture セリーヌ・ディオン     | My Heart Will Go On セリーヌ・ディオン                                       | FOX    | キャシー・グリフィン アンディ・ディック                      | MGMグランド・ガーデン・アリーナ      |
| 11                      | 1999 | バックストリート・ボーイズ     | Millennium バックストリート・ボーイズ                         | Livin' La Vida Loca リッキー・マーティン                                     | FOX    | キャシー・グリフィン アダム・カローラ                        | MGMグランド・ガーデン・アリーナ      |
| 12                      | 2000 | デスティニーズ・チャイルド     | No Strings Attached *NSYNC                                    | Breathe Faith Hill                                                           | FOX    | キャシー・グリフィン *NSYNC                                  | MGMグランド・ガーデン・アリーナ      |
| 13                      | 2001 | デスティニーズ・チャイルド     | 1 ビートルズ                                                  | Hanging by a Moment ライフハウス                                             | FOX    | バーニー・マック                                             | MGMグランド・ガーデン・アリーナ      |
| 14                      | 2002 | ネリー                         | The Eminem Show エミネム                                      | How You Remind Me ニッケルバック                                             | FOX    | セドリック・ジ・エンターテイナー                             | MGMグランド・ガーデン・アリーナ      |
| 15                      | 2003 | 50セント                       | Get Rich or Die Tryin' 50セント                               | In da Club 50セント                                                          | FOX    | ライアン・シークレスト ニック・ラシェイ ジェシカ・シンプソン | MGMグランド・ガーデン・アリーナ      |
| 16                      | 2004 | アッシャー                     | Confessions アッシャー                                        | Yeah! アッシャー feat. リル・ジョン & リュダクリス                           | FOX    | ライアン・シークレスト                                       | MGMグランド・ガーデン・アリーナ      |
| 17                      | 2005 | 50セント                       | The Massacre 50セント                                         | We Belong Together マライア・キャリー                                        | FOX    | LL・クール・J                                                | MGMグランド・ガーデン・アリーナ      |
| 18                      | 2006 | クリス・ブラウン               | Some Hearts キャリー・アンダーウッド                          | Be Without You メアリー・J. ブライジ                                         | FOX    | -                                                            | MGMグランド・ガーデン・アリーナ      |
| 2007年 - 2010年は未開催 |      |                                |                                                               |                                                                              |        |                                                              |                                      |
| 19                      | 2011 | エミネム                       | Recovery エミネム                                             | Dynamite タイオ・クルーズ                                                    | ABC    | ケン・チョン                                                 | MGMグランド・ガーデン・アリーナ      |
| 20                      | 2012 | アデル                         | 21 アデル                                                     | Party Rock Anthem LMFAO feat. ローレン・ベネット & グーンロック              | ABC    | ジュリー・ボーウェン タイ・バーレル                          | MGMグランド・ガーデン・アリーナ      |
| 21                      | 2013 | テイラー・スウィフト           | Red テイラー・スウィフト                                      | Somebody That I Used to Know ゴティエ feat. キンブラ                         | ABC    | トレイシー・モーガン                                         | MGMグランド・ガーデン・アリーナ      |
| 22                      | 2014 | ジャスティン・ティンバーレイク | The 20/20 Experience ジャスティン・ティンバーレイク           | Blurred Lines ロビン・シック feat. T.I. & ファレル                           | ABC    | リュダクリス                                                 | MGMグランド・ガーデン・アリーナ      |
| 23                      | 2015 | テイラー・スウィフト           | 1989 テイラー・スウィフト                                     | All About That Bass メーガン・トレイナー                                     | ABC    | リュダクリス クリスシー・テイゲン                            | MGMグランド・ガーデン・アリーナ      |
| 24                      | 2016 | アデル                         | 25 アデル                                                     | See You Again ウィズ・カリファ feat. チャーリー・プース                      | ABC    | リュダクリス シアラ                                          | T-モバイル・アリーナ                 |
| 25                      | 2017 | ドレイク                       | Views ドレイク                                                | Closer ザ・チェインスモーカーズ feat. ホールジー                             | ABC    | リュダクリス ヴァネッサ・ハジェンズ                          | T-モバイル・アリーナ                 |
| 26                      | 2018 | エド・シーラン                 | DAMN ケンドリック・ラマー                                     | Despacito ルイス・フォンシ & ダディー・ヤンキー feat. ジャスティン・ビーバー | NBC    | ケリー・クラークソン                                         | MGMグランド・ガーデン・アリーナ      |
| 27                      | 2019 | ドレイク                       | Scorpion ドレイク                                             | Girls Like You マルーン5 feat. カーディB                                     | NBC    | ケリー・クラークソン                                         | MGMグランド・ガーデン・アリーナ      |
| 28                      | 2020 | ポスト・マローン               | When We All Fall Asleep, Where Do We Go? ビリー・アイリッシュ | Old Town Road リル・ナズ・X feat. ビリー・レイ・サイラス                     | NBC    | ケリー・クラークソン                                         | ドルビー・シアター                   |
| 29                      | 2021 | ザ・ウィークエンド             |                                                               |                                                                              | NBC    | ニック・ジョナス                                             | マイクロソフト シアター              |
| 30                      | 2022 | ドレイク                       |                                                               |                                                                              | NBC    | ショーン・コムズ                                             | MGMグランド・ガーデン・アリーナ      |
| 31                      | 2023 | テイラー・スウィフト           |                                                               |                                                                              |        |                                                              | MGMグランド・ガーデン・アリーナ      |